# ده‌آزاد (هیرمند)
ده آزاد، روستایی است از توابع بخش مرکزی شهرستان هیرمند در استان سیستان و بلوچستان ایران.

## جمعیت
این روستا در دهستان جهان‌آباد قرار داشته و براساس سرشماری سال ۱۳۸۵جمعیت آن ۱۶۷نفر (۳۲خانوار) بوده‌است.